# 彼得·奥斯林
彼得·奥斯林（瑞典語：Peter Åslin，1962年9月21日—2012年1月19日），瑞典男子冰球运动员，1977年开始职业生涯。他曾代表瑞典参加1988年冬季奥林匹克运动会冰球比赛，获得一枚铜牌。